# Josef Martin (Philologe)
Josef Martin (* 13. Januar 1884 in St. Ingbert; † 21. November 1973 in Würzburg) war ein deutscher Klassischer Philologe und Rektor an der Universität Würzburg.

## Leben
Josef Martin, der Sohn des gleichnamigen Bildhauers, studierte nach dem Abitur am Gymnasium in Speyer ab 1902 an der Universität München Katholische Theologie, wechselte aber unter dem Eindruck der Vorlesungen Friedrich Vollmers und Carl Weymans nach dem sechsten Semester zur Klassischen Philologie, studierte dann von 1905 bis 1907 in Würzburg und dann wieder in München, wo er 1908 das Lehramtsexamen ablegte und als Gymnasiallehrer tätig war. Am 13. Januar 1913 wurde er bei Weyman und Vollmer mit der Dissertation Studien und Beiträge zur Erklärung und Zeitbestimmung Commodians promoviert. Von 1916 bis 1918 nahm Martin am Ersten Weltkrieg teil.

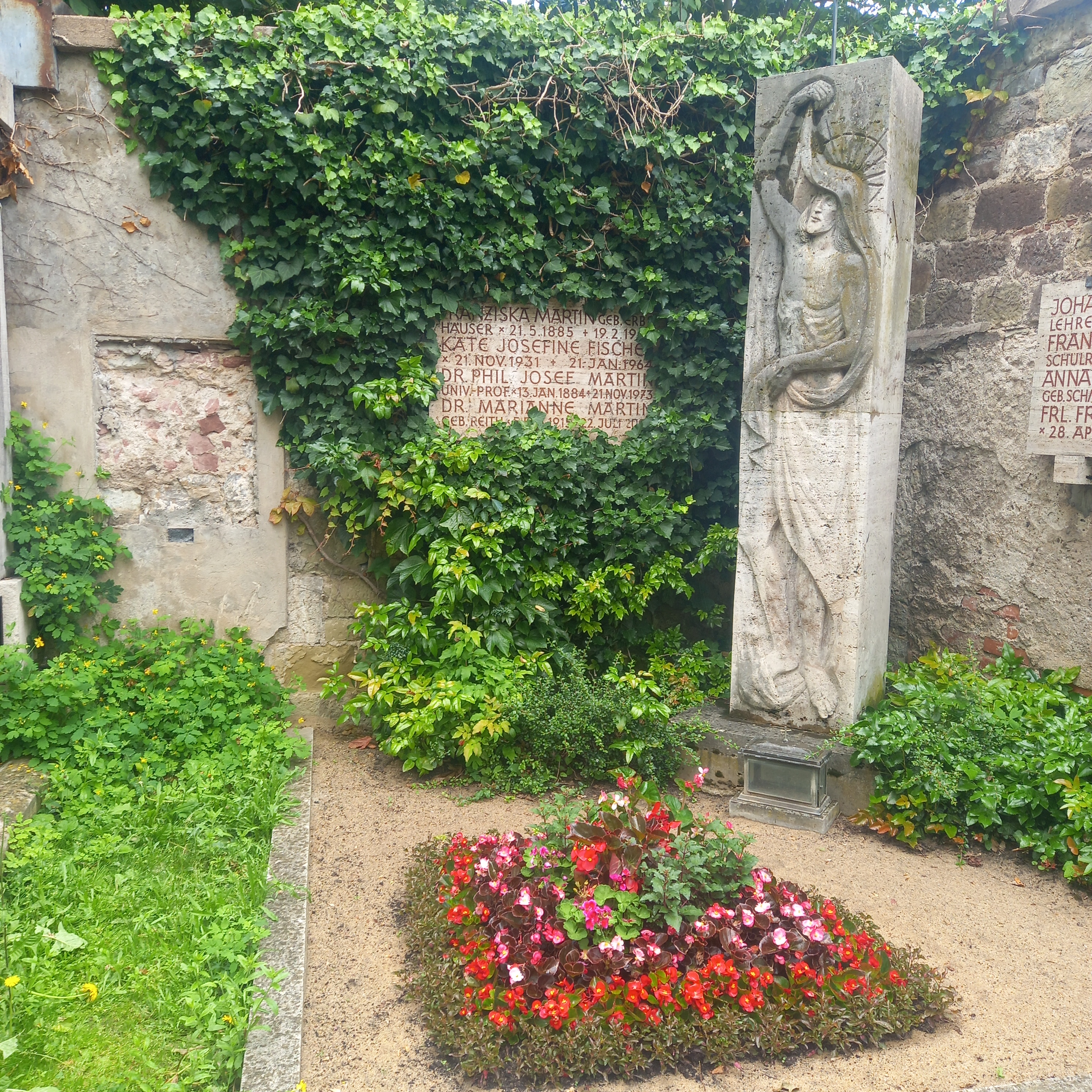
Das Grab von Josef Martin auf dem Hauptfriedhof Würzburg

Nach Kriegsende war Martin zunächst Gymnasiallehrer in Amberg und habilitierte sich 1921 an der Universität Würzburg über  Ciceros De oratore. 1922 wurde er in Würzburg zum  planmäßigen außerordentlichen Professor und am 1. Juni 1933 als Nachfolger von Carl Hosius zum ordentlichen Professor für Klassische Philologie ernannt. Martin hatte den Lehrstuhl für Klassische Philologie bis zu seiner Emeritierung (1952) inne. Aufgrund seiner Distanz zum Nationalsozialismus wurde er 1945 zum ersten Nachkriegsrektor der Universität Würzburg ernannt.
In seiner dreijährigen Amtszeit machte er sich um den Erhalt und Wiederaufbau der Universität verdient. Er war außerdem 1946 Mitglied des Bayerischen Beratenden Landesausschusses und von 1947 bis 1949 Mitglied des Bayerischen Senats. Anlässlich des 325. Stiftungsfestes der Universität Würzburg hielt er am 11. Mai 1947 eine Festrede mit dem Titel Frieden. Er war 1948 Rektor magnificus der Universität, gehörte als Rektor dem Akademischen Senat an und war Mitglied des von Waldemar Schleip geleiteten Verwaltungsausschusses. Mit Friedrich Pfister war Martin Vorstand des Seminars für Klassische Philologie. Für seine Verdienste um die Universität wurde er zum Ehrensenator ernannt und 1953 mit dem Großen Bundesverdienstkreuz ausgezeichnet. Den Bayerischen Verdienstorden erhielt er am 7. Dezember 1964.
Martin war vor allem Latinist. Er beschäftigte sich intensiv mit der römischen Rhetorik, Philosophie (Lukrez) und Patristik (Augustinus).
Als Student im ersten Semester in München wurde Martin Mitglied der katholischen Studentenverbindung KSStV Alemannia, in Würzburg der KStV Normannia im KV, später wurde er in Würzburg noch Ehrenphilister der KV-Verbindung Rheno-Frankonia.
Anlässlich seines 100. Geburtstags wurde Martin aufgrund seiner Verdienste 1984 mit einem Vortrag im Rahmen eines Festakts in der Würzburger Residenz geehrt.